# Tom Wise
Thomas „Tom“ Wise (* 13. Mai 1948 in Bournemouth) ist ein britischer Politiker der UKIP.

## Leben
Wise besuchte von 1959 bis 1965 die Bournemouth School. Er war als Polizeioffizier in England tätig und wechselte dann als Beschäftigter zu einem deutschen Unternehmen für Gewürze. Von 1981 bis 1989 war er Mitglied der Liberal Party. 1997 wurde er Mitglied der UKIP. Vom 10. Juni 2004 bis 4. Juni 2009 war Wise Abgeordneter im Europäischen Parlament. Im November 2009 wurde er vom Southwark Crown Court zu einer zweijährigen Haftstrafe wegen Falschangabe und Geldwäsche verurteilt. Wise ist verheiratet, hat zwei Kinder und wohnt in Linslade.